# オレンジラフィー
オレンジラフィー（学名：Hoplostethus atlanticus ）は、ヒウチダイ科の魚類である。

## 形態
左右が平たい体型をしている。最大は55センチメートル程度。頭部の皮膚は多孔性である。

## 生態
水深100メートルから1500メートルくらいの深海に生息している底生魚である。

## 分布
大西洋、太平洋、インド洋

## 資源として
食用の高級白身魚として欧米や現地で食されている。
オーストラリアやニュージーランドでは重要な水産物の一つでもある。ニュージーランドでは1980年代に輸出品目として深海魚に注目が集まり、チャタム諸島に好漁場が見つかった事から乱獲された。一般的に深海魚の成長性及び再生産性は高くないため、1990年代には漁獲量が制限される事態になるなど資源としての持続性の維持には注意が必要となる。
皮下には消化出来ない脂（ワックスエステル）を蓄えているため食用においてはこの部分を切り落とす必要がある。
このワックスエステルは精製されオレンジラフィー油として化粧品などに利用されており、医薬部外品原料規格においても「オレンジラフィー油」として登録されるなど日本国内では食用よりもオレンジラフィー油の方が馴染み深い魚と思われる。